# 阿尔科-伊里斯
阿尔科-伊里斯是巴西圣保罗州的一个市镇。总面积263.214平方公里，总人口2002人，人口密度7.6人/平方公里。